# Richard Elliott (organist)
Richard Elliott (Baltimore (Maryland), 1957) is een Amerikaanse organist van het Tabernacle Choir op Temple Square.

## Biografie
Elliott werd geboren en getogen in Baltimore, Maryland. Oorspronkelijk was hij van plan studiomuzikant te worden en studeerde hij orgel als onderdeel van dit doel. In zijn late tienerjaren maakte Elliott deel uit van een rockband. Nadat hij lid was geworden van The Church of Jesus Christ of Latter-day Saints (LDS-kerk), besloot hij zijn doelen te wijzigen. Na studies aan de voorbereidende afdeling van het Peabody Institute of the Johns Hopkins University en de Katholieke Universiteit van Amerika, behaalde hij een bachelordiploma van het Curtis Institute of Music en was hij tevens assistent-organist voor het Wanamaker-orgel. Het was tijdens zijn studie bij Curtis dat Elliott lid werd van de LDS-kerk. Hij vervulde van 1981 tot 1983 een zending voor de LDS-kerk in Argentinië.
Elliott behaalde een Master of Music en Doctor of Musical Arts aan de Eastman School of Music en studeerde onder David Craighead. Daarna werd hij professor muziek aan de Brigham Young University. Hij werd benoemd tot organist van het Tabernacle Choir, toen Robert Cundick in 1991 met pensioen ging. Naast het begeleiden van het Tabernacle Choir en het geven van recitals op Temple Square, heeft Elliott vele orgelstukken opgenomen met verschillende labels en geeft hij af en toe orgelrecitals op verschillende locaties in de Verenigde Staten. Verscheidene arrangementen van Elliott voor orgel zijn gepubliceerd, veel door Jackman Music. 

## Privéleven
Elliott is getrouwd met Elizabeth Cox Ballantyne, een pianiste. Zij hebben twee kinderen. Elliott en zijn vrouw ontmoetten elkaar terwijl ze beiden student waren aan de Eastman School of Music.
- Library of Congress Control Number: no88002134
- MusicBrainz: 94dc2e4f-a83d-4672-a339-b7624dc9ea26
- Virtual International Authority File: 164844309